# 壤塘县
壤塘县（藏語：ཛམ་ཐང་རྫོང，威利转写：dzam thang rdzong，藏语拼音：Camtang Zong）是中国四川省阿坝藏族羌族自治州所辖的一个县。面积6836平方公里，2002年人口3万人。县人民政府驻壤柯镇。

## 历史
1953年3月，建立绰斯甲行政委员会。1958年10月20日，色尔坝区、上寨区（原属绰斯甲县）、杜柯区（原属甘孜色达县）、南木达地区合置壤塘县。

## 行政区划
壤塘县下辖3个镇、8个乡：
南木达镇、中壤塘镇、岗木达镇、蒲西乡、宗科乡、石里乡、吾依乡、上杜柯乡、茸木达乡、尕多乡和上壤塘乡。

## 教育
壤塘县教育環境比较落后。1958年建县以来，直到2011年之前，在壤塘县土生土长，并且从壤塘县的幼儿园一直读到高中三年级毕业再考上大学的，不到5位。